# Brachicoma davidsoni
Brachicoma davidsoni är en tvåvingeart som först beskrevs av Daniel William Coquillett 1894.  Brachicoma davidsoni ingår i släktet Brachicoma och familjen köttflugor. Inga underarter finns listade i Catalogue of Life.